# Extrêmement fort et incroyablement près (film)
Pour l’article homonyme, voir Extrêmement fort et incroyablement près.
Pour plus de détails, voir Fiche technique et Distribution.
Extrêmement fort et incroyablement près (Extremely Loud and Incredibly Close) est un film américain de Stephen Daldry sorti en 2011, adapté du roman de Jonathan Safran Foer. L'histoire du film se déroule lors des attentats du 11 septembre 2001.

## Synopsis
À New York, le jeune Oskar Schell rentre chez lui, selon la consigne de son école. Tandis qu'il écoute les messages sur le répondeur téléphonique, il regarde la télévision qui retransmet en direct les attentats du 11 septembre 2001 où son père disparaît dans l'effondrement des tours du World Trade Center. Après s'être renfermé sur lui-même, il retrouve la dernière consigne que celui-ci lui avait laissée : « n'abandonne pas ». L'enfant se lance alors dans la résolution d'une énigme, comme son père Thomas Schell lui avait appris à le faire : que peut bien ouvrir la clé qu'il vient de trouver dans un vase que son père avait caché ? Qui est l'homme d'origine afro-américaine dont le nom apparaît sur l'enveloppe contenant la clé ? Persuadé qu'il trouvera un dernier message du disparu, Oskar rencontre des membres de la communauté afro-américaine de New York, aidé par un vieux locataire de sa grand-mère, qui ne parle pas et ne communique que par des petits mots écrits sur un calepin.

## Fiche technique
- Titre original : Extremely Loud and Incredibly Close
- Titre français et québécois : Extrêmement fort et incroyablement près
- Réalisation : Stephen Daldry
- Scénario : Eric Roth d'après le roman éponyme de Jonathan Safran Foer
- Direction artistique : Béatrice Delfe
- Décors : Peter Rogness
- Costumes : Ann Roth
- Photographie : Chris Menges
- Montage : Claire Simpson
- Musique : Alexandre Desplat
- Production : Scott Rudin
- Société(s) de production : Paramount Pictures, Scott Rudin Productions et Warner Bros. Pictures
- Société(s) de distribution : Paramount Pictures/Warner Bros. Pictures (États-Unis)
- Budget : 40 000 000 USD[1]
- Pays d'origine :  États-Unis
- Langue : anglais
- Format : couleurs - 35 mm - 2.35:1 - son Dolby numérique
- Genre : drame
- Durée : 129 minutes
- Dates de sortie :
  - États-Unis, Canada : 25 décembre 2011
  - France, Belgique : 29 février 2012

## Distribution
- Thomas Horn (es) (VQ : Nicolas DePassillé-Scott[2]) : Oskar Schell
- Max von Sydow : le « locataire »
- Tom Hanks (VF : Jean-Philippe Puymartin et VQ : Bernard Fortin) : Thomas Schell, le père d'Oskar
- Sandra Bullock (VF : Françoise Cadol et VQ : Hélène Mondoux): Linda Schell, la mère d'Oskar
- Viola Davis (VF : Claudia Tagbo et VQ : Johanne Garneau) : Abby Black
- Jeffrey Wright (VF : Jean-Louis Faure et VQ : Manuel Tadros) : William Black, le mari d'Abby
- Zoe Caldwell (VF : Yvette Petit et VQ : Béatrice Picard) : la grand-mère d'Oskar
- John Goodman (VF : Jacques Frantz et VQ : Hubert Gagnon) : Stan, le portier
- Paul Klementowicz : le sans-abri
- Stephen Kunken : l'enseignant
- Dennis Hearn
- Julian Tepper (en)
- Stephen Henderson
- Lorna Pruce

- Version française
  - Studio de doublage : Cinéphase
  - Direction artistique : Béatrice Delfe
  - Adaptation : Bruno Chevillard

Source : Version française (V.F)

## Accueil

### Box-office
- Monde 47 847 881 USD
- France : 195 574 entrées
- États-Unis : 30 630 595 USD

### Réception critique
Extrêmement fort et incroyablement près reçoit en majorité des critiques passables. L'agrégateur Rotten Tomatoes rapporte que 53 % des 53 critiques ont donné un avis positif sur le film, avec une moyenne de 5.9⁄10. L'agrégateur Metacritic donne une note de 44 sur 100 indiquant des « critiques mitigées et négatives ».

### Nominations et distinctions
À la 84e cérémonie des Oscars, le film fut nommé deux fois :
- Oscar du meilleur film — Scott Rudin, producteur
- Oscar du meilleur acteur dans un second rôle — Max von Sydow

La nomination à l'Oscar du meilleur film fit polémique. Le film, n'étant pas un succès commercial, eut une critique très médiocre et fut totalement absent des nominations lors des récompenses précédentes (BAFA, Golden Globes, prix des guildes et de la critique…),.

## Autour du film
- Extrêmement fort et incroyablement près est tiré du roman éponyme de Jonathan Safran Foer, publié en 2005, qui est la toute première œuvre majeure de fiction à se pencher sur la détresse des familles touchées par les attentats du 11 septembre 2001.

- Le tournage d'Extrêmement fort et incroyablement près s'est entièrement déroulé à New-York. Après avoir démarré dans les studios JC à Brooklyn, l'équipe de tournage s'est aventurée dans les rues d'Harlem, de l'East Side et de l'Upper West Side, ainsi que dans des immeubles de bureaux et des gratte-ciels de Manhattan, des tunnels de métro désaffectés de la gare Grand Central et même sur l'imposant pont de Manhattan.